# 血小板減少性紫斑病
血小板減少性紫斑病(けっしょうばん・げんしょうせい・しはんびょう、英：thrombocytopenic purpura)とは、さまざまな原因で生じる、血中を循環する血小板の減少を伴う紫斑病である。以下の2種類に分類される。
- 特発性血小板減少性紫斑病(ITP)
- 血栓性血小板減少性紫斑病(TTP)

## 概要
血小板は止血を役割として持ち、循環系をもつ生物にとっては凝固・止血・出血のバランスを取り、ホメオスターシスを維持することに必須の因子である。しかし、血小板が減少すると、生体の各部位で出血が起こるようになる。紫斑病とは皮下出血斑を示す語だが、実際には様々な臓器で出血が起こり、症状をきたす。ヒトでは脳出血などで致命的な傷害をきたす。